# Fratercula dowi
La fratercula di Dow (Fratercula dowi Guthrie, Thomas & Kennedy, 2000), è un uccello estinto della famiglia delle Alche (Alcidae) così classificato nel 2000 da resti subfossili ritrovati nelle Channel Islands, California, Stati Uniti d'America.
I resti includono scheletri articolati e diverse migliaia di ossa disarticolate. Sono stati trovati in un orizzonte pedologico di eolianite risalente al pleistocene superiore sulle isole di San Nicolas e di San Miguel. Essi sono compresi tra i 12 000 e i 100 000 BP e, come i gusci d'uovo associati, includono sia uccelli adulti che immaturi che apparentemente sono morti nelle loro tane nelle loro colonie di allevamento.

## Descrizione
Di taglia relativamente piccola, la fratercula di Dow si colloca in una posizione intermedia in relazione all'entità dell'espansione dorsoventrale della mascella e della mandibola, tra le specie di fratercule viventi del genere Fratercula e l'alca minore rinoceronte (Cerorhinca monocerata, Pallas 1811). Sia il nome comune che l'epiteto specifico sono un omaggio a Ronald J. Dow che ha fornito assistenza e supporto logistico per il lavoro paleontologico svolto sull'isola di San Nicolas.